# Tulipan Fostera

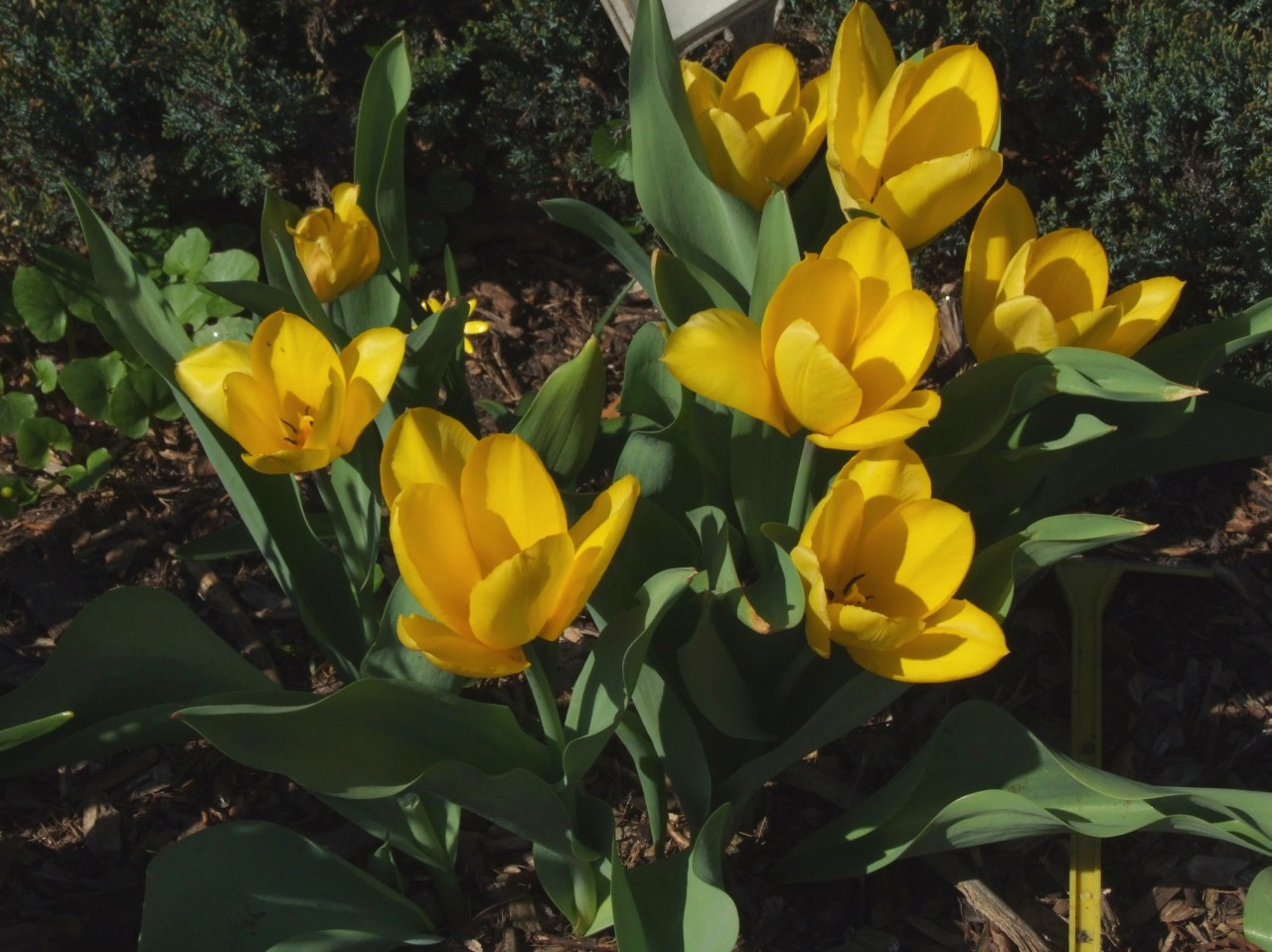
'Candela'

Tulipan Fostera (Tulipa fosteriana) – gatunek rośliny z rodziny liliowatych. Pochodzi ze środkowej i zachodniej Azji (Afganistan, Tadżykistan). W Europie był uprawiany od XVI w. jako roślina ozdobna. Obecnie nie uprawia się już typowej, dziko rosnącej formy tego tulipana, lecz wyłącznie jego mieszańce. Ogrodnicy bowiem w celu uzyskania nowych odmian krzyżowali z sobą różne gatunki tulipanów. Te pochodzące od tulipana Fostera przez ogrodników zaliczane są do 13 grupy tulipanów i określa się je nazwą tulipany mieszańce Fostera (Tulipa fosteriana hybr.).

## Morfologia
ŁodygaWzniesiona, prosta, naga, o wysokości do 40 cm.
LiścieUlistnienie skrętoległe, liście duże, bezogonkowe, eliptyczno-lancetowate, pokryte woskowym nalotem. Jest ich zazwyczaj 2–4, najniższy i największy wyrasta bezpośrednio z cebuli, pozostałe z dolnej części łodygi. U niektórych odmian liście mają plamki lub prążki.
KwiatyNa łodydze występuje tylko jeden duży kwiat. Typowa, dziko rosnąca forma ma czerwone kwiaty, z uprawianych tulipanów najbardziej podobna jest do niej odmiana 'Red Emperor'. Liczne uprawiane odmiany mają kwiaty w różnych kolorach, najwięcej jednak jest w kolorze czerwonym i jego odcieniach. Okwiat jest niezróżnicowany, składa się z 6 bardzo dużych i szerokich płatków ułożonych w dwu okółkach. Wewnątrz okwiatu 6 dużych pręcików i 1 trzykomorowy słupek z trójdzielnym znamieniem. Większość odmian jest bez zapachu, istnieje jednak kilka odmian wonnych.
OwocTrójkomorowa torebka pękająca trzema szwami.
Część podziemnaDuża cebula okryta suchą łuską, zwykle brunatną lub brązową.

## Biologia
Bylina, geofit. Kwitnie w drugiej połowie kwietnia i na początku maja. Jest to duży i szybko rosnący tulipan. Zapylany jest przez owady. Kwiaty podczas złej pogody zamykają się. Mechanizm tego ruchu polega na tym, że podczas niskiej temperatury szybciej rosną płatki okwiatu po zewnętrznej stronie, co powoduje zamykanie się kwiatów, gdy zrobi się cieplej, szybciej rosną płatki od wewnętrznej strony i kwiat otwiera się. Cebula jest jednoroczna, po przekwitnięciu kwiatu jesienią tego samego roku ginie, ale na jej miejsce wytwarzane jest od jednej do kilku nowych cebulek.

## Niektóre odmiany
- o czerwonych kwiatach: 'Cantata', 'Red Emperor' (syn. 'Madame Lefeber'), 'Robassa'
- o różowych kwiatach: 'Honorose', 'Flaming Purissima'
- 'o pomarańczowych kwiatach: Orange Emperor'
- o żółtych kwiatach: 'Candela', 'Golden Emperor'. 'Purissima' (syn. 'White Emperior')
- o białych kwiatach: 'Concerto'
- o dwubarwnych kwiatach: 'Juan' (czerwone z żółtymi plamami), 'Sveetheart' (cytrynowożółte z białymi krawędziami), 'Zombie' (białe z czerwonymi, trójkątnymi plamami)

## Uprawa
- Zastosowanie. Uprawiane są jako rośliny ozdobne, głównie w grupach na rabatach. Czasami uprawia się je również w tunelach foliowych i szklarniach na kwiat cięty.
- Wymagania. Nie ma specjalnych wymagań co do gleby, najlepiej jednak rośnie na próchnicznej glebie o odczynie obojętnym, lekko kwaśnym lub lekko zasadowym. Stanowisko powinno być słoneczne. Cebulki zasadzone na prawidłowej głębokości nie przemarzają w zimie.
- Sposób uprawy. Cebule wysadza się do ziemi jesienią, na głębokość 15 cm. Powinny być przed sadzeniem zaprawione przez moczenie w odpowiednich preparatach grzybobójczych. Nawozi się już jesienią po zasadzeniu cebul, potem wiosną przed kwitnieniem. Tulipany można uprawiać na tym samym miejscu przez wiele lat, jednak z czasem dochodzi wskutek wytwarzania nowych cebulek do nadmiernego ich zagęszczenia, co powoduje, że ich kwiaty stają się coraz drobniejsze. Z tego względu wskazane jest coroczne ich wykopywanie i rozsadzanie (po obumarciu liści).
- Rozmnażanie. Głównie przez cebule przybyszowe wytwarzane na macierzystej cebuli.